# Sławomir Twardygrosz
Sławomir Kazimierz Twardygrosz (ur. 18 kwietnia 1967 w Gorzowie Wielkopolskim) – polski piłkarz grający na pozycji pomocnika.

## Kariera klubowa
Twardygrosz rozpoczął swoją karierę w Stilonie Gorzów Wielkopolski. Grał w tym klubie w latach 1985–1989 i strzelił dla niego 16 goli w ok. 90 meczach. W 1989 trafił do Śląska Wrocław, gdzie stał się ulubieńcem kibiców dzięki boiskowej ofiarności. Jako jeden z nielicznych nie opuścił klubu po jego spadku z ligi w 1993 i został jego kapitanem. W barwach tego klubu zdobył 9 bramek w 164 spotkaniach. W 1994 przeniósł się do Lecha Poznań. Kibice Śląska uważają go przez to za zdrajcę. Sam zawodnik mówi, iż oba kluby są dla niego tak samo ważne. W drużynie „Kolejorza” zaliczył 33 występy i 3 trafienia. Po półtorarocznej grze w tym zespole został zawodnikiem Zawiszy Bydgoszcz, gdzie grał pół sezonu, po czym przeszedł do Varty Namysłów, gdzie także grał przez pół sezonu. Następnym klubem Twardygrosza była Tarnovia Tarnowo Podgórne, gdzie pełnił funkcję grającego trenera. W sezonie 1998/1999 reprezentował Kotwicę Kórnik. W rundzie jesiennej sezonu 1999/2000 był zawodnikiem RKS Radomsko. Od rundy wiosennej tegoż sezonu do rundy jesiennej sezonu 2001/2002 ponownie grał w Lechu Poznań, a w drugiej części tej rundy reprezentował Arkę Gdynia, do której został wypożyczony. W rundzie wiosennej sezonu 2001/2002 był zawodnikiem Pogoni Świebodzin i Zrywu Dąbie. W rundzie wiosennej sezonu 2002/2003 grał w Olimpii Poznań, a w rundzie jesiennej kolejnego – w Odrze Zbąszyń. Później przerwał karierę. Do gry wrócił w rundzie wiosennej sezonu 2005/2006 w barwach Victorii Września. Karierę zakończył w TS 1998 Dopiewo, które reprezentował w rundzie wiosennej sezonu 2006/2007 i w sezonie 2007/2008. W klubie tym grał na pozycji obrońcy. Od sezonu 2008/2009 gra w oldbojach Lecha Poznań.
Jest pierwszym zawodnikiem Stilonu, który grał w Ekstraklasie.

## Życie prywatne
Jest żonaty i ma dwie córki. W 1995 zmarł ojciec piłkarza.